# Focjusz (Dawydenko)
Focjusz, imię świeckie Ołeksandr Serhijewicz Dawydenko (ur. 20 sierpnia 1980 w Kijowie) – biskup Ukraińskiego Kościoła Prawosławnego Patriarchatu Kijowskiego, następnie (od 15 grudnia 2018 r.) Kościoła Prawosławnego Ukrainy.

## Życiorys
W 2005 r. ukończył Kijowską Akademię Duchowną (Patriarchatu Kijowskiego). 25 sierpnia 2009 r. w monasterze św. Michała Archanioła o Złotych Kopułach złożył wieczyste śluby mnisze. 6 września tego samego roku został przez patriarchę kijowskiego Filareta wyświęcony na hierodiakona. 16 grudnia 2012 r. przyjął święcenia kapłańskie z rąk biskupa wyszhorodzkiego Agapita.
17 grudnia 2014 r. w kijowskim soborze św. Włodzimierza przyjął chirotonię biskupią; został ordynariuszem eparchii zaporoskiej z tytułem biskupa zaporoskiego i melitopolskiego.